# Judith Sievers
Judith Sievers (nascida em 20 de agosto de 1992) é uma remadora alemã aposentada que competiu em eventos internacionais de elite. Ela foi uma desportista olímpica juvenil e campeã mundial júnior remo singular.
Sievers aposentou-se do remo em 2013 devido a problemas recorrentes nas costas.